# Passage Depaquit
Pour les articles homonymes, voir Depaquit.
Le passage Depaquit est une voie du 18e arrondissement de Paris, en France.

## Situation et accès
Le passage Depaquit est situé dans le 18e arrondissement de Paris. Il débute au 55, rue Lepic et se termine au 30, rue Caulaincourt.

## Origine du nom
Cette voie rend hommage à l'illustrateur Jules Depaquit, maire de la Commune libre de Montmartre.

## Historique
Ce passage, existant au début du XXe siècle, reçoit son nom  actuel en 1932.
Au XIXe siècle, il était surnommé le « passage de la Sorcière » et se trouvait dans une zone miséreuse constituée de bidonvilles dite le « maquis de Montmartre » où vivait une faune des rebuts de la société parisienne ne pouvant se loger que dans le Haut-Montmartre.